# 紐伯格角
紐伯格角（英語：Newburgh Point），是南極洲的海岬，位於比斯科群島，處於拉瓦錫島西北端，根據英國探險隊拍攝的空中照片繪入地圖，現時由南極條約體系管理。